# Lynk & Co Z20
Le Lynk & Co Z20, ou Lynk & Co 02 en Europe, est un crossover compact électrique produit par le constructeur automobile chinois Lynk & Co à partir de 2024 en Chine.

## Présentation
Le Z20 est dévoilé en images en septembre 2024 par le ministère chinois de l’Industrie puis présenté officiellement au salon de l'automobile de Guangzhou 2024.
Le SUV prend le nom de Lynk & Co 02 en Europe.

## Caractéristiques techniques
Le crossover Z20 repose sur la nouvelle plateforme technique SEA (Sustainable Electric Architecture) spécifique aux modèle électriques du Groupe Geely dont font partie Volvo, Smart, Lynk & Co et Zeekr.

## Finitions
- Core[4]
- More